# Litòdids
Els litòdids (Lithodidae) són una família de crustacis decàpodes de l'infraordre Anomura, localitzats principalment en els mars freds. Moltes espècies tenen una gran mida, i són emprades com a aliment pels humans.
Es creu que van derivar dels bernats ermitans, la qual cosa pot explicar l'asimetria palesa en les formes adultes. Per bé que encara hi ha dubtes sobre aquesta teoria, els Lithodidae són l'exemple més estès de la calcificació entre els decàpodes. L'evidència per a la teoria ve de l'asimetria de l'abdomen, similar a la dels crancs ermitans que han d'encaixar en una closca espiral.

## Taxonomia
- Cryptolithodes Brandt, 1848
  - Cryptolithodes expansus Miers, 1879
  - Cryptolithodes sitchensis Brandt, 1853
  - Cryptolithodes typicus Brandt, 1848
- Glyptolithodes Faxon, 1895
  - Glyptolithodes cristatipes (Faxon, 1893)
- Lithodes Latreille, 1806
  - Lithodes aequispinus J. E. Benedict, 1895
  - Lithodes aotearoa Ahyong, 2010
  - Lithodes australiensis Ahyong, 2010
  - Lithodes ceramensis Takeda & Nagai, 2004
  - Lithodes chaddertoni Ahyong, 2010
  - Lithodes confundens Macpherson, 1988
  - Lithodes couesi J. E. Benedict, 1895
  - Lithodes ferox Filhol, 1885
  - Lithodes formosae Ahyong & Chan, 2010
  - Lithodes galapagensis Hall & Thatje, 2009
  - Lithodes jessica Ahyong, 2010
  - Lithodes longispina Sakai, 1971
  - Lithodes macquariae Ahyong, 2010
  - Lithodes maja (Linnaeus, 1758)
  - Lithodes mamillifer Macpherson, 1988
  - Lithodes manningi Macpherson, 1988
  - Lithodes megacantha Macpherson, 1991
  - Lithodes murrayi Henderson, 1888
  - Lithodes nintokuae Sakai, 1976
  - Lithodes panamensis Faxon, 1893
  - Lithodes paulayi Macpherson & Chan, 2008
  - Lithodes rachelae Ahyong, 2010
  - Lithodes richeri Macpherson, 1990
  - Lithodes robertsoni Ahyong, 2010
  - Lithodes santolla (Molina, 1782)
  - Lithodes turkayi Macpherson, 1988
  - Lithodes turritus Ortmann, 1892
  - Lithodes unicornis Macpherson, 1984
  - Lithodes wiracocha Haig, 1974
- Lopholithodes Brandt, 1848
  - Lopholithodes foraminatus (Stimpson, 1859)
  - Lopholithodes mandtii Brandt, 1848
- Neolithodes A. Milne-Edwards & Bouvier, 1894
  - Neolithodes agassizii (S. I. Smith, 1882)
  - Neolithodes asperrimus Barnard, 1947
  - Neolithodes brodiei Dawson & Yaldwyn, 1970
  - Neolithodes bronwynae Ahyong, 2010
  - Neolithodes capensis Stebbing, 1905
  - Neolithodes diomedeae (J. E. Benedict, 1895)
  - Neolithodes duhameli Macpherson, 2004
  - Neolithodes flindersi Ahyong, 2010
  - Neolithodes grimaldii (A. Milne-Edwards & Bouvier, 1894)
  - Neolithodes nipponensis Sakai, 1971
  - Neolithodes vinogradovi Macpherson, 1988
  - Neolithodes yaldwyni Ahyong & Dawson, 2006
- Paralithodes Brandt, 1848
  - Paralithodes brevipes (H. Milne Edwards & Lucas, 1841)
  - Paralithodes californiensis (J. E. Benedict, 1895)
  - Paralithodes camtschaticus (Tilesius, 1815)
  - Paralithodes platypus Brandt, 1850
  - Paralithodes rathbuni (J. E. Benedict, 1895)
- Paralomis White, 1856
  - Paralomis aculeata Henderson, 1888
  - Paralomis africana Macpherson, 1982
  - Paralomis alcockiana Hall & Thatje, 2009
  - Paralomis anamerae Macpherson, 1988
  - Paralomis arae Macpherson, 2001
  - Paralomis arethusa Macpherson, 1994
  - Paralomis aspera Faxon, 1893
  - Paralomis birsteini Macpherson, 1988
  - Paralomis bouvieri Hansen, 1908
  - Paralomis ceres Macpherson, 1989
  - Paralomis chilensis Andrade, 1980
  - Paralomis cristata Takeda & Ohta, 1979
  - Paralomis cristulata Macpherson, 1988
  - Paralomis cubensis Chace, 1939
  - Paralomis danida Takeda & Bussarawit, 2007
  - Paralomis dawsoni Macpherson, 2001
  - Paralomis diomedeae (Faxon, 1893)
  - Paralomis dofleini Balss, 1911
  - Paralomis echidna Ahyong, 2010
  - Paralomis elongata Spiridonov, Türkay, Arntz & Thatje, 2006
  - Paralomis erinacea Macpherson, 1988
  - Paralomis formosa Henderson, 1888
  - Paralomis gowlettholmes Ahyong, 2010
  - Paralomis granulosa (Hombron & Jacquinot, 1846)
  - Paralomis grossmani Macpherson, 1988
  - Paralomis haigae Eldredge, 1976
  - Paralomis hirtella de Saint Laurent & Macpherson, 1997
  - Paralomis histrix (De Haan, 1849)
  - Paralomis hystrixoides Sakai, 1980
  - Paralomis inca Haig, 1974
  - Paralomis indica Alcock & Anderson, 1899
  - Paralomis investigatoris Alcock & Anderson, 1899
  - Paralomis jamsteci Takeda & Hashimoto, 1990
  - Paralomis japonicus Balss, 1911
  - Paralomis kyushupalauensis Takeda, 1985
  - Paralomis longidactylus Birstein & Vinogradov, 1972
  - Paralomis longipes Faxon, 1893
  - Paralomis makarovi Hall & Thatje, 2009
  - Paralomis manningi Williams, Smith & Baco, 2000
  - Paralomis medipacifica Takeda, 1974
  - Paralomis mendagnai Macpherson, 2003
  - Paralomis microps Filhol, 1884
  - Paralomis multispina (Benedict, 1895)
  - Paralomis nivosa Hall & Thatje, 2009
  - Paralomis ochthodes Macpherson, 1988
  - Paralomis odawarai (Sakai, 1980)
  - Paralomis otsuae Wilson, 1990
  - Paralomis pacifica Sakai, 1978
  - Paralomis papillata (Benedict, 1895)
  - Paralomis pectinata Macpherson, 1988
  - Paralomis phrixa Macpherson, 1992
  - Paralomis poorei Ahyong, 2010
  - Paralomis roeleveldae Kensley, 1981
  - Paralomis seagranti Eldredge, 1976
  - Paralomis serrata Macpherson, 1988
  - Paralomis spectabilis Hansen, 1908
  - Paralomis spinosissima Birstein & Vinogradov, 1972
  - Paralomis staplesi Ahyong, 2010
  - Paralomis stella Macpherson, 1988
  - Paralomis stevensi Ahyong & Dawson, 2006
  - Paralomis taylorae Ahyong, 2010
  - Paralomis truncatispinosa Takeda & Miyake, 1980
  - Paralomis tuberipes Macpherson, 1988
  - Paralomis verrilli (Benedict, 1895)
  - Paralomis webberi Ahyong, 2010
  - Paralomis zealandica Dawson & Yaldwyn, 1971
- Phyllolithodes Brandt, 1848
  - Phyllolithodes papillosus Brandt, 1848
- Rhinolithodes Brandt, 1848
  - Rhinolithodes wosnessenskii Brandt, 1848
- Sculptolithodes Makarov, 1934
  - Sculptolithodes derjugini Makarov, 1934